# Attagenus turcomanus
Attagenus turcomanus is een keversoort uit de familie spektorren (Dermestidae). De wetenschappelijke naam van de soort werd in 1963 gepubliceerd door Zhantiev.